# Азан е Сумазан
Азан е Сумазан (фр. Azannes-et-Soumazannes) насеље је и општина у североисточној Француској у региону Лорена, у департману Меза која припада префектури Верден.
По подацима из 2011. године у општини је живело 158 становника, а густина насељености је износила 8,72 становника/km². Општина се простире на површини од 18,11 km². Налази се на средњој надморској висини од 224 метара (максималној 354 m, а минималној 208 m).

## Демографија
| 1962. | 1968. | 1975. | 1982. | 1990. | 1999. | 2011. |
| ----- | ----- | ----- | ----- | ----- | ----- | ----- |
| 241   | 221   | 180   | 177   | 165   | 169   | 158   |

График промене броја становника у току последњих година